# Ensti Pohjola
Ensti Emil Kullervo Pohjola, född 18 oktober 1928 i Ylistaro, död 8 oktober 2009, var en finländsk läkare, cellist och kördirigent. Han var far till Pekka Pohjola.
Pohjola blev medicine licentiat 1954 och var anestesiöverläkare vid Forsby sjukhem 1964–1991. Som cellist framträdde han i kammarmusikensembler, bland annat tillsammans med syskonen Liisa och Paavo Pohjola. Som körledare nådde han stora framgångar med studentkören Ylioppilaskunnan Laulajat 1959–1971, med Suomen Laulu 1971–1983 och med Laulu-Miehet 1978–1984.